# Acraea mediofasciata
Acraea mediofasciata är en fjärilsart som beskrevs av Heinrich Neustetter 1916. Acraea mediofasciata ingår i släktet Acraea och familjen praktfjärilar. Inga underarter finns listade i Catalogue of Life.